# Polycentropus costaricensis
Polycentropus costaricensis är en nattsländeart som beskrevs av Oliver S. Flint Jr. 1967. Polycentropus costaricensis ingår i släktet Polycentropus och familjen fångstnätnattsländor. Inga underarter finns listade i Catalogue of Life.